# Belus
Belus — сьомий студійний альбом норвезького блек-метал-гурту Burzum, випущений 8 березня 2010 року на лейблі Byelobog Productions. Це перший альбом після майже 11-річної творчої перерви.

## Список композицій
Автор музики і слів Варґ Вікернес. 
| #  | Назва                              | Переклад англійською (Варґ Вікернес) | Тривалість |
| -- | ---------------------------------- | ------------------------------------ | ---------- |
| 1. | «Leukes renkespill (Introduksjon)» | Leuke's Plot (Introduction)          | 0:33       |
| 2. | «Belus' død»                       | Belus' Death                         | 6:23       |
| 3. | «Glemselens elv»                   | River of Forgetfulness               | 11:54      |
| 4. | «Kaimadalthas' nedstigning»        | Kaimadalthas' Descent                | 6:43       |
| 5. | «Sverddans»                        | Sword Dance                          | 2:27       |
| 6. | «Keliohesten»                      | The Kelio Horse                      | 5:45       |
| 7. | «Morgenrøde»                       | Dawn                                 | 8:54       |
| 8. | «Belus' tilbakekomst (Konklusjon)» | Belus' Return (Conclusion)           | 9:37       |

## Виконавці
- Варґ Вікернес — вокал, усі інструменти, художнє оформлення.

## Місця в чартах
| Чарт (2010) | Найвища позиція |
| ----------- | --------------- |
| Фінляндія   | 8               |
| Норвегія    | 23              |